# کرایشا
کرایشا (به آلمانی: Kreischa) یک شهر در آلمان است که در زکزیشه شوایتس-اوسترتسگبیرگه واقع شده‌است. کرایشا  ۴٬۴۴۱ نفر جمعیت دارد.